# Митрович, Александар (политик)
Александар Митрович (серб. Александар Митровић; 4 августа 1933, Осладич, вблизи Валево — 19 сентября 2012, Белград) — югославский сербский государственный деятель, и. о. председателя Союзного Исполнительного Вече СФРЮ (1991—1992).

## Биография
В 1959 году окончил технологический факультет Белградского университета. Работал на химическом предприятии «Зорка» в Шабаце, пройдя путь от технолога до генерального директора и председателя правления (1971—1981).
- 1981—1986 гг. — президент Торгово-промышленной палаты Сербии, членом Президиума Центрального Комитета и Союза коммунистов Сербии, секретарь по вопросам промышленного и экономического развития,
- 1986—1988 гг. — член Президиума Социалистической республики Сербии, заместитель председателя Исполнительного Вече Сербии,
- 1989—1992 гг. — заместитель председателя Союзного Исполнительного Вече СФРЮ.
- 1991—1992 гг. — и. о. председателя Союзного Исполнительного Вече СФРЮ.